# Тигруджа, Шафик
Шафик Тигруджа (фр. Chafik Tigroudja, араб. شفيق تيغروجا‎; род. 16 января 1992, Лилль) — французский футболист, полузащитник клуба «Паневежис».

## Карьера
Футбольную карьеру начал в 2011 году в составе клуба «Ле-Понте».
В 2018 году подписал контракт с клубом «Кукеси».
В 2019 году перешёл в азербайджанский клуб «Зиря».

## Клубная статистика
| Игровая карьера | Игровая карьера | Игровая карьера | Ч-т | Ч-т | Кубок | Кубок | Межд. | Межд. | Др. | Др. |
| --------------- | --------------- | --------------- | --- | --- | ----- | ----- | ----- | ----- | --- | --- |
| 2018/2019       | Кукеси          | А               | 10  | 0   | 1     | 0     | -     | -     | -   | -   |
| 2018/2019       | Зиря            | A               | 5   | 0   | 2     | 1     | -     | -     | -   | -   |
| 2019/2020       | Зиря            | A               | 12  | 2   | -     | -     | -     | -     | -   | -   |
| 2021            | Каспий          | A               | 2   | 0   | -     | -     | -     | -     | -   | -   |